# Mihail Kogălniceanu (Ialomița)
Mihail Kogălniceanu è un comune della Romania di 3 263 abitanti, ubicato nel distretto di Ialomița, nella regione storica della Muntenia.
Il comune è formato dall'unione di 2 villaggi: Hagieni e Mihail Kogălniceanu.
Mihail Kogălniceanu porta questo nome in onore dell'omonimo uomo politico.